# Camila Vallejo
Camila Antonia Amaranta Vallejo Dowling (Santiago del Cile, 28 aprile 1988) è una politica e attivista cilena. Dall'11 marzo 2022 è Ministra Segretaria Generale del Governo del Cile nel governo Boric. Precedentemente, dal 2014 al 2022, è stata un membro della Camera dei deputati.
Militante delle Juventudes Comunistas de Chile, ala giovanile del Partito Comunista del Cile, Camila Vallejo ha ricoperto la presidenza della Federación de Estudiantes de la Universidad de Chile (FECh). È stata la seconda donna chiamata a occupare questa posizione nei primi 105 anni di vita dell'organizzazione, dopo Marisol Prado, che ne detenne la presidenza dal 1997 al 1998.
Vallejo è salita alla ribalta imponendosi tra i principali leader di quel movimento studentesco che, a partire dal 13 giugno 2011, ha promosso ampie mobilitazioni e manifestazioni di protesta contro la presidenza di Sebastián Piñera.

## Biografia
Figlia di Reinaldo Vallejo e Mariela Dowling, piccoli imprenditori, loro stessi ex militanti del Partido Comunista de Chile negli anni 1970, Camila Vallejo ha vissuto la sua infanzia nella provincia di Santiago, tra i comuni di Macul e La Florida e ha studiato nel Colegio Raimapu, un istituto scolastico privato nel comune di La Florida.
Nel 2012 viene eletta dalla rivista statunitense Newsweek tra le "150 Fearless Women"  (150 donne senza paura).
Camila Vallejo è geografa presso l'Università del Cile.

### Attivismo studentesco
Nel 2006, Camila Vallejo si è iscritta all'Università del Cile per studiare geografia presso la Facoltà di Architettura e Urbanistica e nella quale poi otterrà la laurea col massimo dei voti nel giugno 2013. Entrata in contatto con circoli studenteschi di sinistra, ha cominciato a impegnarsi attivamente in politica, diventando, l'anno seguente, una militante della Juventudes Comunistas de Chile. È stata consigliera della FECh nel 2008 e vicepresidente del Centro de Estudiantes de Geografía, organismo alla cui fondazione ella stessa aveva partecipato.
Nel novembre 2010 è stata eletta presidente della FECh, in rappresentanza della lista E del Colectivo Estudiantes de Izquierda, che faceva riferimento alla Juventudes Comunistas, alla Nueva Izquierda Universitaria e a liste indipendenti; ha ricevuto 2.918 voti, lasciando il secondo posto alla lista che raggruppava Izquierda Autónoma, Izquierda Construye, Colectivo Arrebol e altri indipendenti, che ha raccolto 2.839 preferenze.

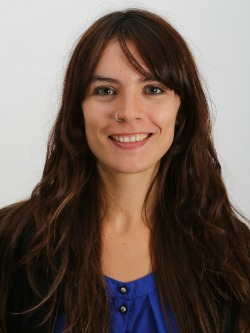
Camila Vallejo nel 2014 (foto ufficiale come membro del Parlamento)

Nelle elezioni 2011 per il rinnovo della FECh Vallejo viene superata dal candidato dell'estrema sinistra, Gabriel Boric, ma risulta comunque eletta alla vicepresidenza.

#### Proteste degli studenti cileni nel 2011

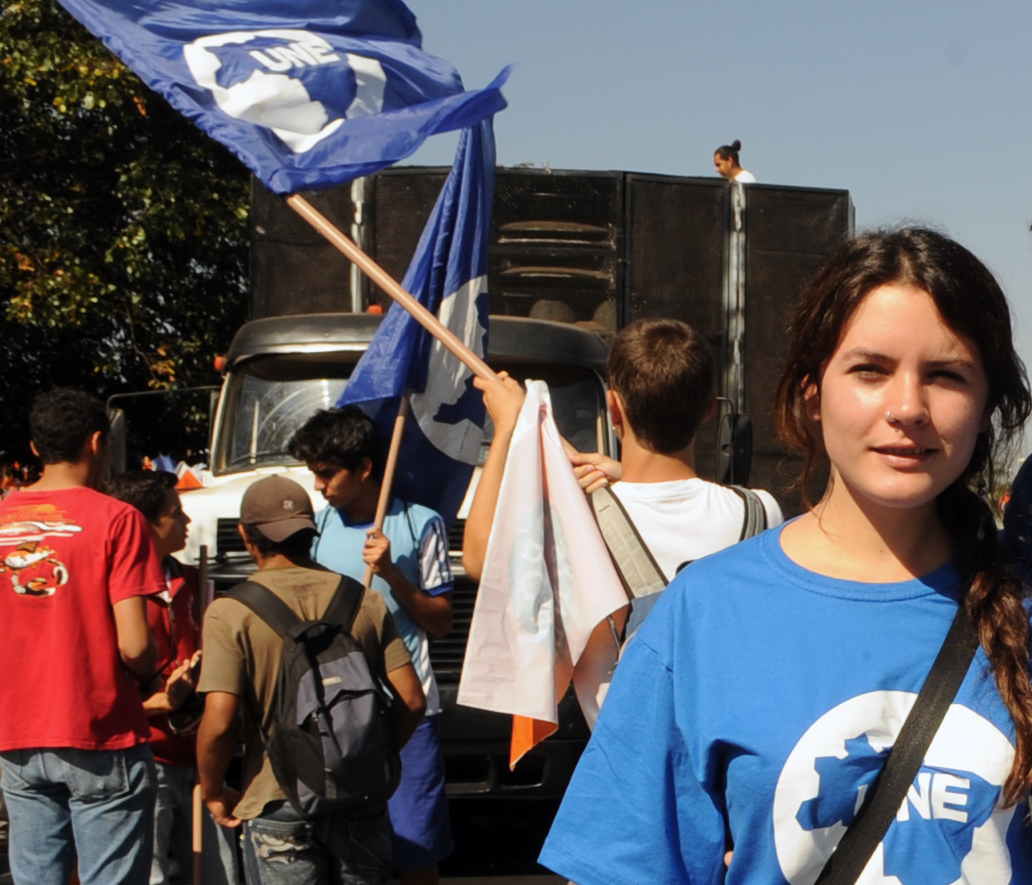
Camila Vallejo ad una manifestazione in Brasile nel 2011

Durante la presidenza della federazione studentesca, ha acquisito una significativa notorietà pubblica fino a imporsi come una delle figure di punta (portavoce e leader) della mobilitazione studentesca cilena del 2011, insieme a Giorgio Jackson, suo omologo nella cattolica Federación de Estudiantes de la Universidad Católica de Chile, e a Camilo Ballesteros, della Federación de Estudiantes de la Universidad de Santiago de Chile.
La notorietà di Vallejo ha travalicato i confini nazionali: la personalità esibita ne ha fatto una «star mediatica», una circostanza che ha messo la mobilitazione studentesca cilena sotto i riflettori dei mass media internazionali, garantendo una notevole visibilità alla protesta anche all'estero.

#### Minacce e scorta
Nell'agosto 2011 la Corte suprema cilena ha disposto l'assegnazione di una scorta di protezione, a seguito delle molte minacce ricevute.
Ha generato scalpore il fatto che una delle minacce subite provenisse proprio da ambienti istituzionali e governativi, nella persona di un'alta funzionaria del Ministero cileno della Cultura, Tatiana Acuña Selles, segretaria esecutiva del Consejo del Libro y la Lectura, che in un post su Twitter, riferendosi proprio a Vallejo, ha ripescato una frase sinistra pronunciata da Augusto Pinochet, nel golpe cileno del 1973, all'indirizzo di Salvador Allende: «se mata la perra y se acaba la leva». («si ammazza la cagna e ci si sbarazza della figliata»).
Il deputato dell'UDI Iván Moreira, dopo nuovi scontri nel giugno 2012 tra studenti e polizia, accusa Vallejo di essere co-responsabile delle violenze messe in atto dai manifestanti.

### Attività politica
Alle elezioni parlamentari del 2013 Vallejo si candida per il parlamento cileno nella lista del Partito Comunista del Cile e viene eletta deputata nel distretto di La Florida.
Nel 2018 Camila Vallejo esprime solidarietà a Potere al Popolo! alle elezioni politiche italiane e, soprattutto, al Partito della Rifondazione Comunista.
Nelle elezioni del 2021 viene rieletta alla Camera dei deputati.
Il 22 gennaio 2022 è stata nominata Ministra Segretaria Generale del Governo (corrisponde al ruolo di Portavoce) guidato da Gabriel Boric, carica che ha assunto ufficialmente a partire dall'11 marzo 2022.

## Vita privata
È madre di una bimba, Adela, nata a Santiago nel 2013, figlia del suo ex compagno Julio Sarmiento.
È atea.

## Cultura di massa
- Camila Vallejo è stata dedicataria di due canzoni: Camila Vallejo degli 88 Bros. e Te Amo Camila Vallejo del gruppo Desaparecidos.